# Cubesort
Cubesort је паралелни алгоритам за сортирање који прави само-балансирајући мулти-димензиони низ од вредности које треба да се сортирају. Пошто су осе сличних дужина, ова структура одокативно личи на коцку. Пошто је свака вредност убачена, коцка је у стању да врло брзо све преведе у низ.
Имплементација за овај алгоритам је објављена за програмски језик Ц у 2014. години.

## Операција
Овај алгоритам користи специјализовану бинарну претрагу на свакој оси да би нашао локацију где да убаци задати елемент. Када оса превише порасте дели се на пола. Локалност референцирања је оптимална јер се само 4 бинарне претраге користе на малом низу за убацивање једног елемента. Користећи много малих динамичних низова велика цена убацивања једног великог низа је избегнута.